# Stari Grad Žumberački
Stari Grad Žumberački – wieś w Chorwacji, w żupanii zagrzebskiej, w gminie Žumberak. W 2011 roku liczyła 2 mieszkańców.